# Písnice
Písnice – część Pragi. W 2006 zamieszkiwało ją 4 177 mieszkańców.